# Jardins de la Renaissance française
Les jardins de la Renaissance française sont un style de jardin inspiré à l'origine par les jardins de la Renaissance italienne, qui a évolué par la suite pour donner naissance au style plus grandiose et plus formel du jardin à la française sous le règne de Louis XIV, à partir du milieu du XVIIe siècle.
En 1495, le roi Charles VIII et ses nobles rapportèrent le style Renaissance en France à la suite de leur campagne guerrière en Italie. Les jardins de la  Renaissance française connurent leur apogée dans les jardins du château royal de Fontainebleau et des châteaux de Blois et Chenonceau.

## Esthétique

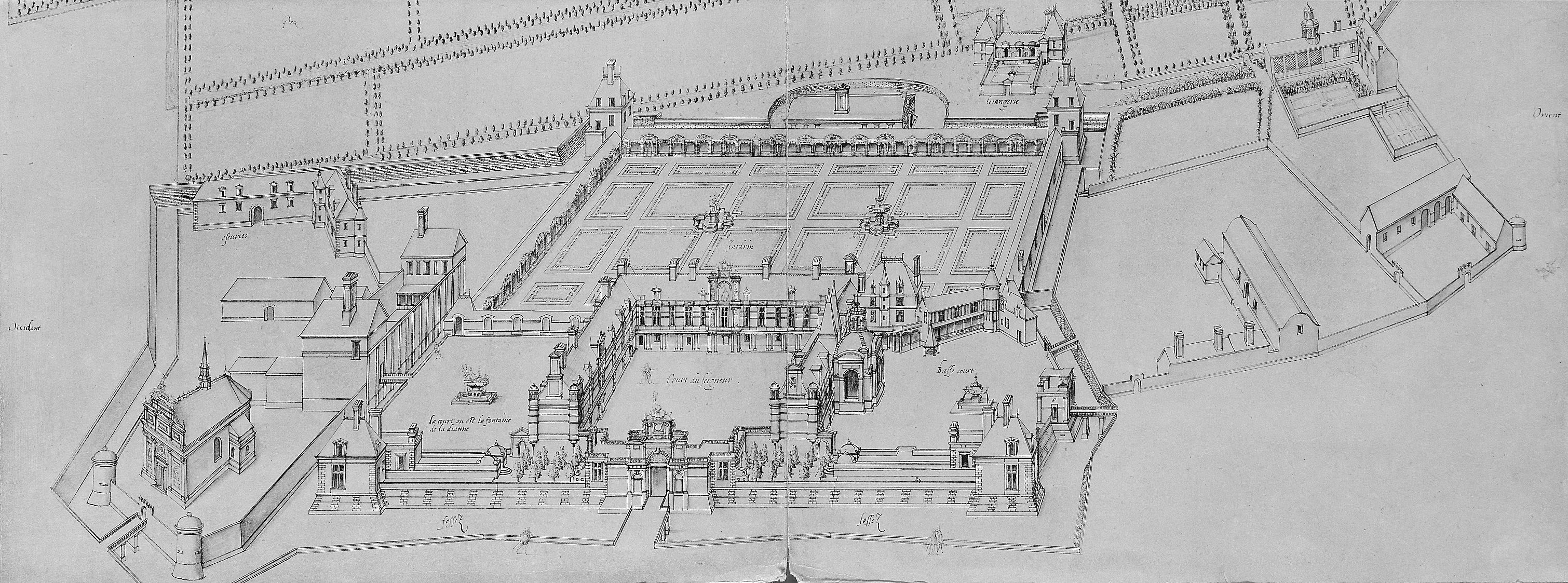
Jardins du Château d'Anet (Jacques Ier Androuet du Cerceau, « Les plus excellents bastiments de France »).

Les jardins de la Renaissance française sont caractérisés par des plates-bandes ou parterres symétriques et géométriques, des plantes en pots, des allées de sable et gravier, des terrasses, des escaliers et des rampes, des eaux courantes sous forme de canaux, de cascades et de fontaines monumentales, et par l'usage extensif de grottes artificielles, de labyrinthes et des statues de personnages mythologiques. Ils devinrent une extension des châteaux qu'ils entouraient, et furent conçus pour illustrer les idéaux de mesure et de proportion de la Renaissance et pour rappeler les vertus de la Rome antique.
Les jardins de la Renaissance passent de l’enclos utilitaire, tout chargé de symbolique chrétienne, à de larges perspectives utilisant le vocabulaire païen, et dont le but principal est la seule délectation, le plaisir. Les considérations esthétiques et personnelles deviennent alors primordiales. L’espace du jardin subit de moins en moins l’influence des préceptes religieux (nonobstant les visions d’Érasme, de Palissy). Les références iconologiques ne sont plus qu’exclusivement classiques : elle appartiennent à la mythologie par l’emploi de sa symbolique, des thèmes illustrés, de la statuaire… Les jardins ont aussi une dimension politique (les grands jardins sont dessinés à la gloire du maître des lieux), et l’évolution de l’art de vivre en fait le cadre de fêtes et de fastueux banquets. Leur histoire est aussi le reflet de celle, parallèle, de la botanique (introductions de nouvelles espèces, approche de plus en plus scientifique) et de l’évolution des théories et pratiques culturales.

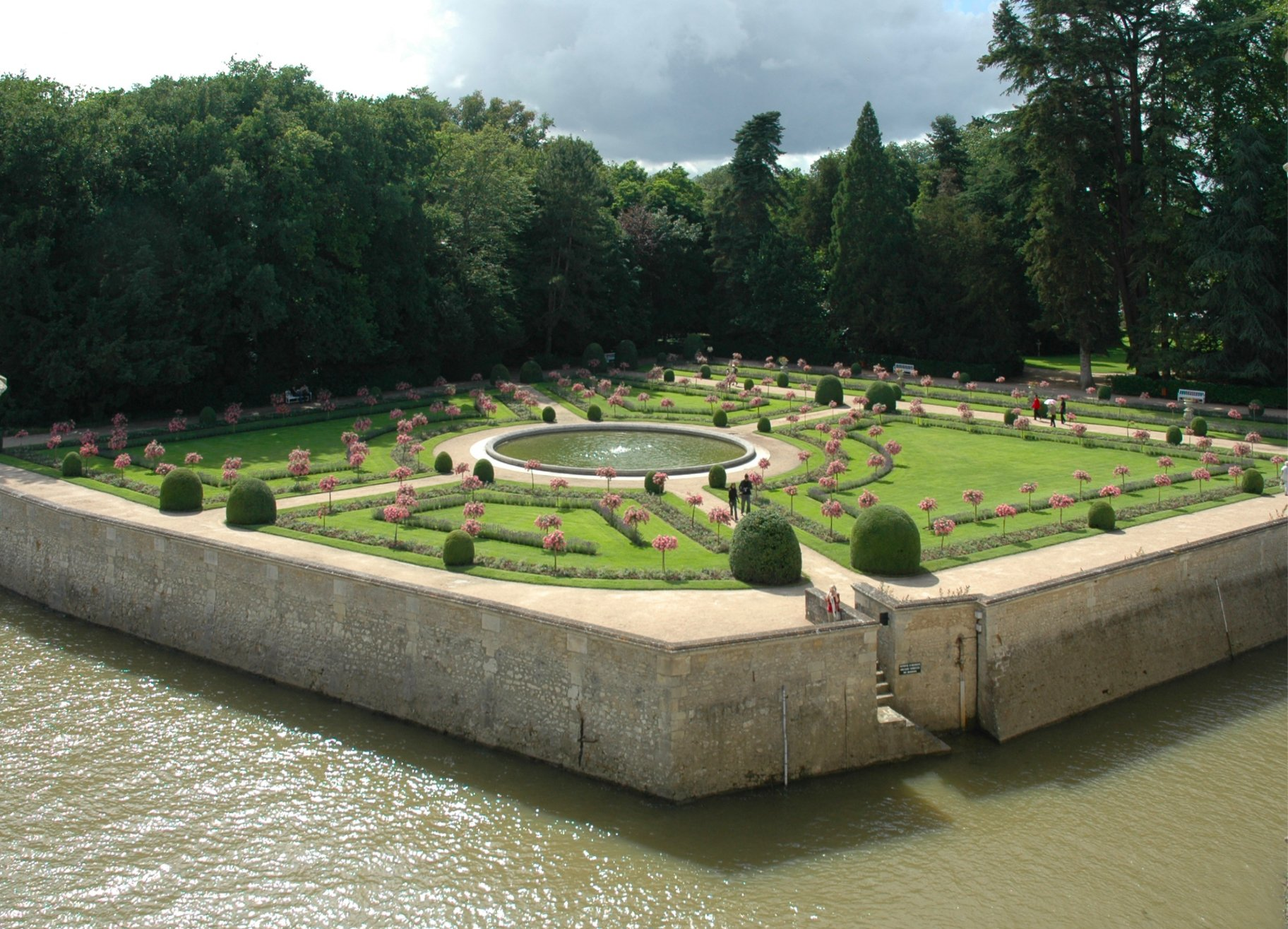
Chenonceau.
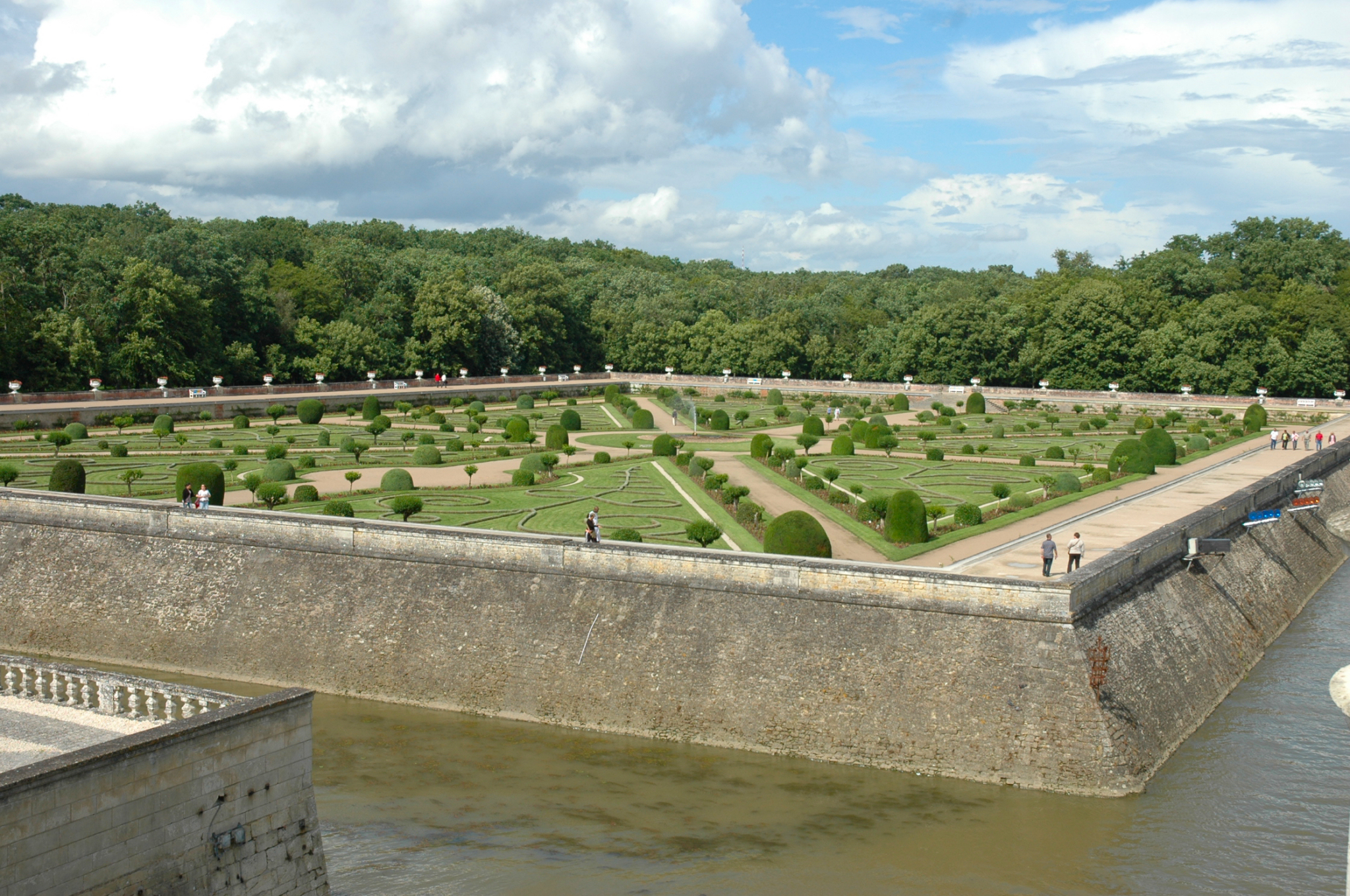
Chenonceau.
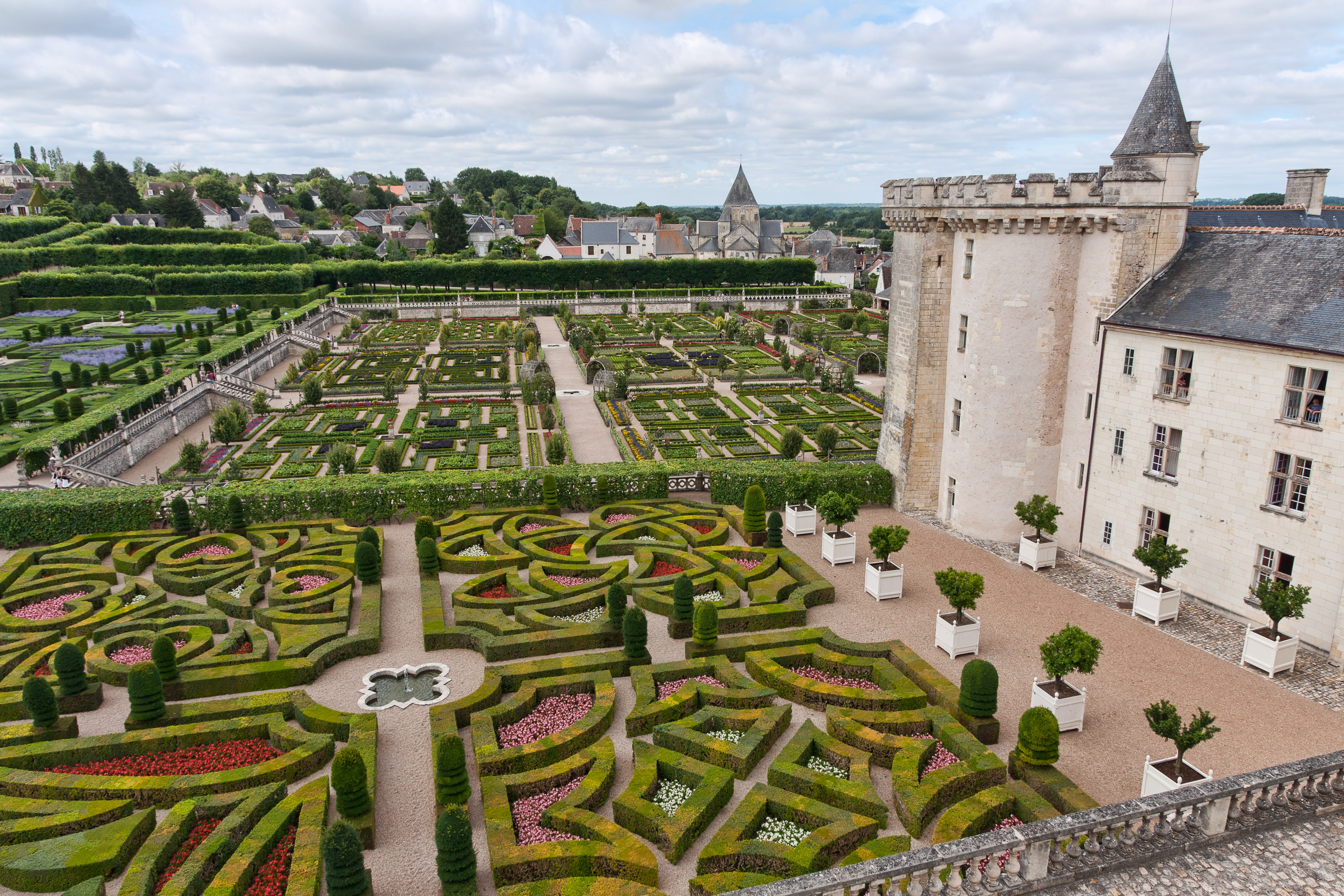
Château de Villandry.
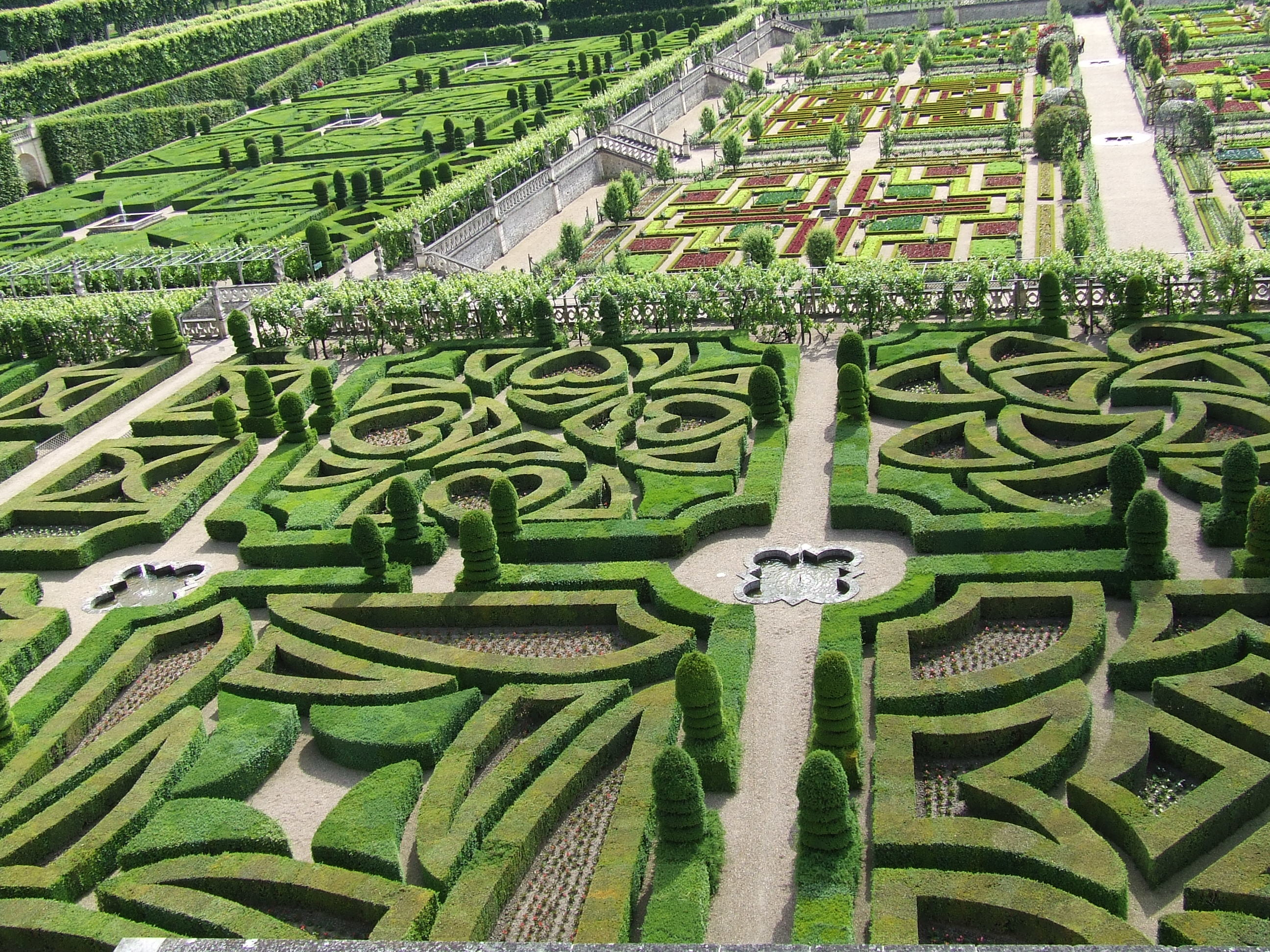
Château de Villandry.
Château de Villandry.

## Une influence italienne

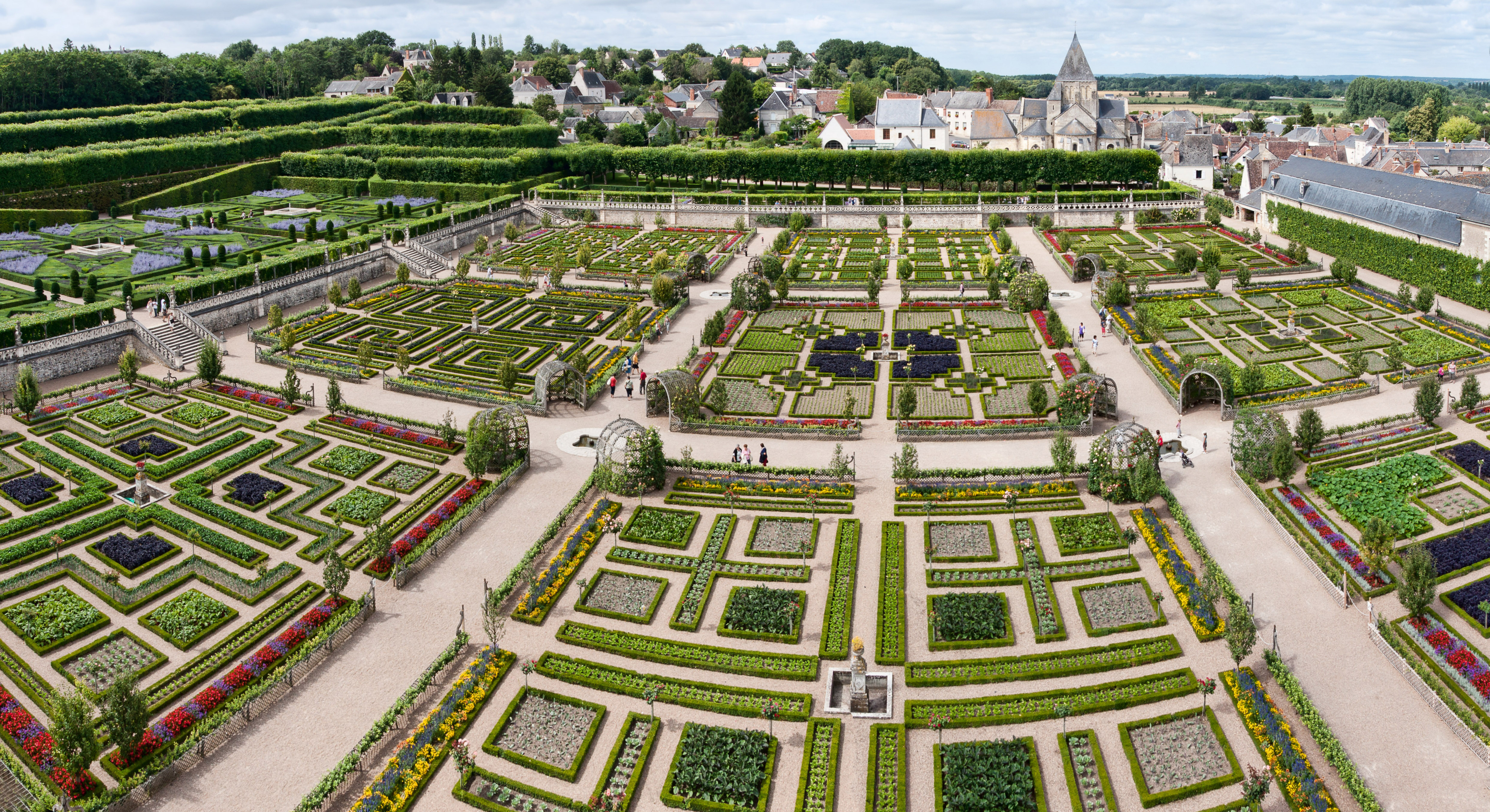
Les parterres de la Renaissance reconstitués du château de Villandry.

Au XIIIe siècle, l'architecte paysagiste italien, Pietro de' Crescenzi publia un traité, intitulé Opus Ruralium Commodium, qui présentait un plan formel pour les jardins, ornés de sculptures topiaires, d'arbres et arbustes taillés en formes architecturales, suivant une tradition commencée par les Romains. Le roi Charles V de France le fit traduire en français en 1373, et le nouveau style italien commença à apparaître en France.
Un autre écrivain de grande influence fut Leon Battista Alberti (1404–1472), qui écrivit en 1450 un livret, De re aedificatoria, pour Laurent de Médicis. Il appliquait les principes géométrique de Vitruve pour dessiner les façades de bâtiments et les jardins. Il suggéra que les habitations devaient avoir une vue sur les jardins, et que les jardins devaient avoir des « portiques pour donner de l'ombre, des berceaux où les plantes grimpantes pousseraient sur des colonnes de marbre, et qu'il devait y avoir des vases et  même des statues amusantes, pourvu qu'elles ne soient pas obscènes » .
Dans son dessin des jardins du Belvédère à Rome, l'architecte Bramante (1444–1544) introduisit l'idée de perspective, utilisant un axe longitudinal perpendiculaire au palais, le long duquel il disposait des parterres et des fontaines. Cela devint une caractéristique centrale des jardins de la Renaissance.
Un roman populaire du moine Francesco Colonna, publié à Venise en 1499, intitulé Le Songe de Poliphile, voyage allégorique de Poliphile dans des contrées imaginaires à la recherche de son amour, Polia, eut une énorme influence sur les jardins de l'époque. Des idées, comme celle d'une « île-jardin » dans un lac, telle celle du jardin de Boboli à Florence, de statues de géants sortant de terre dans le parc de la villa de Pratolino, et le thème du labyrinthe, firent toutes reprises des voyages imaginaires de Poliphile. Tous ces éléments devaient apparaître dans les jardins de la Renaissance française.

## Durant le Style Louis XII (de 1495 à 1525/1530)[7], réalisations de Pacello da Mercogliano

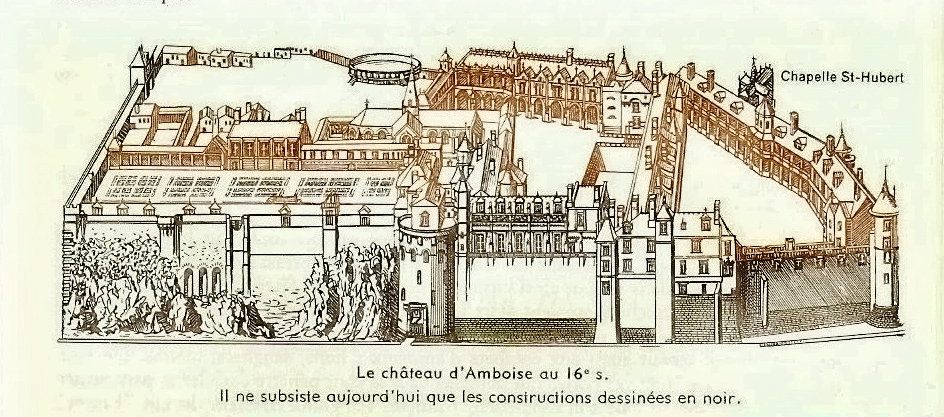
Vue cavalière du Château d'Amboise montrant les destructions des années 1806-1810  (Jacques Ier Androuet du Cerceau, « Les plus excellents bastiments de France »).
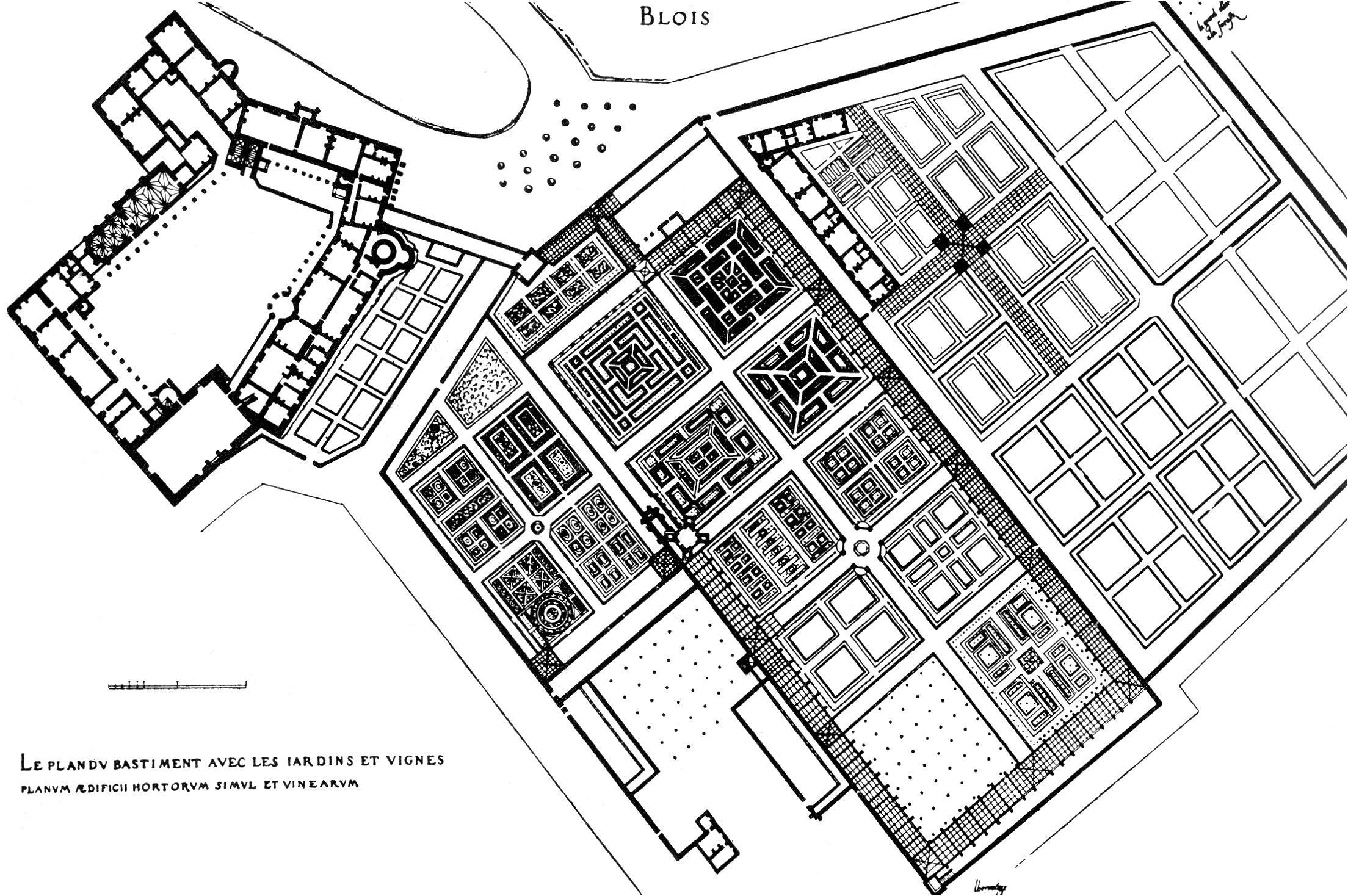
Jardins du Château de Blois (Jacques Ier Androuet du Cerceau, « Les plus excellents bastiments de France »).
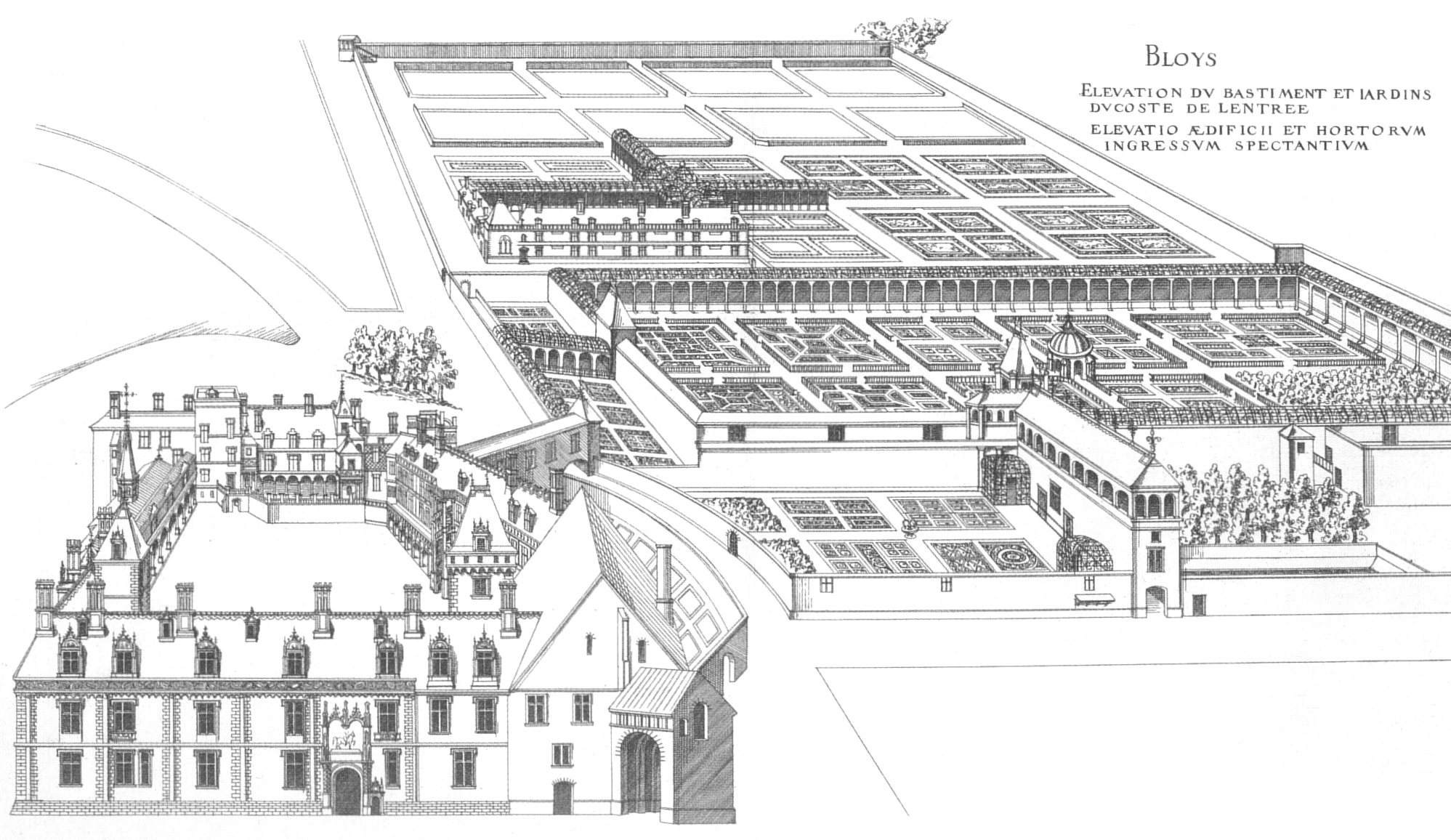
Jardins du Château de Blois (Jacques Ier Androuet du Cerceau, « Les plus excellents bastiments de France »).
Jardins du Château de Gaillon (Jacques Ier Androuet du Cerceau, « Les plus excellents bastiments de France »).
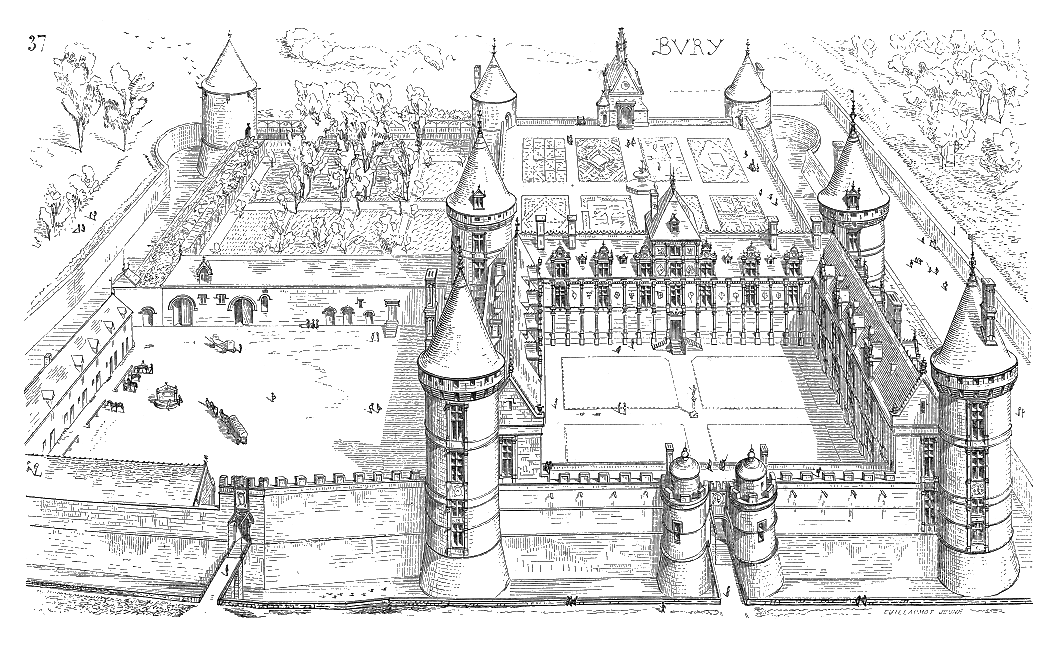
Jardins du Château de Bury, ensemble détruit en 1642 (Jacques Ier Androuet du Cerceau, « Les plus excellents bastiments de France »).

Dans cet art en pleine mutation qu'est le Style Louis XII, les jardins deviennent plus important que l'architecture : l'arrivée à Amboise d'artistes italiens dont le jardinier napolitain Pacello da Mercogliano fut à l'origine sous Charles VIII de la création des tout premiers jardins de la Renaissance française grâce à de nouvelles créations paysagistes, l'installation d'une ménagerie.et des travaux d'acclimatation agronomique.

### LesJardins du Royau domaine royal de Château-Gaillard

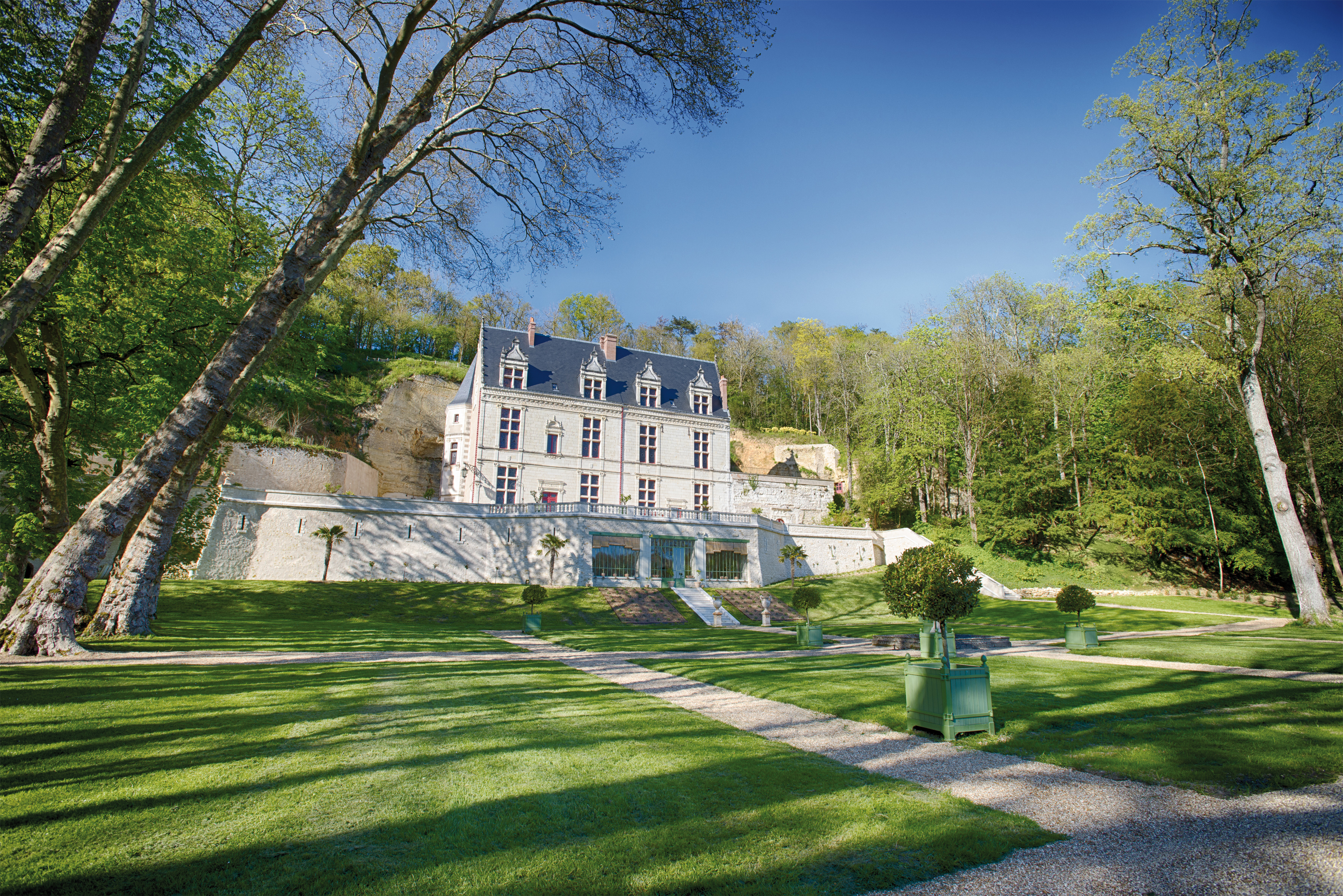
Château-Gaillard

Les Jardins du Roy au domaine royal de Château-Gaillard représentent les premiers travaux que Pacello da Mercogliano conduisit en France en matière de paysagisme.
C'est à partir de 1496 que furent réalisés notamment à Château-Gaillard la première perspective paysagère axiale et les premiers parterres « à la Française » en y intégrant un « miroir d'eau » apporté par l'Amasse et le cours de l'exsurgence qui l'alimente. En matière d'acclimatation agronomique, Pacello da Mercogliano y mena les premières acclimatations d'agrumes (notamment des orangers et citronniers) et de pêchers du nord de la France en y développant la serriculture en serres chaudes et en y créant la première orangerie royale française (associant la technique horticole des « caisses d'empotage »), l'obtention de la prune Reine-Claude ainsi que le développement de la culture septentrionale des melons et des tomates au sein d'une « chartreuse » comportant des parcelles horticoles séparées par des murs coupe-vent.
Louis-XII lui cèdera le domaine en 1505 contre un bail annuel de 30 sols et un bouquet de fleurs d'orangers par an.

### Le château d'Amboise
À la suite des travaux réalisés au Domaine royal de Château-Gaillard (Amboise), Pacello da Mercogliano et son équipe auraient contribué à l'aménagement de jardins et à la création d'une ménagerie au Château d'Amboise. Toutefois, aucun compte de travaux et aucune archive reconnue ne mentionne explicitement leurs interventions sur ces derniers.

### Le château de Blois et le château de Gaillon
En 1499, Louis XII confia la réalisation des jardins du château de Blois à la même équipe qui fut engagée par la suite par Georges d'Amboise pour réaliser des parterres sur différents niveaux à son château de Gaillon : le jardin y était planté de parterres de fleurs et d'arbres fruitiers. Le parterre d'entrée représentait les armoiries de la France en fleurs. Des buissons étaient taillés en forme de cavaliers, de bateaux et d'oiseaux. D'imposantes fontaines de marbre agrémentaient l'ensemble.

### Le château de Bury

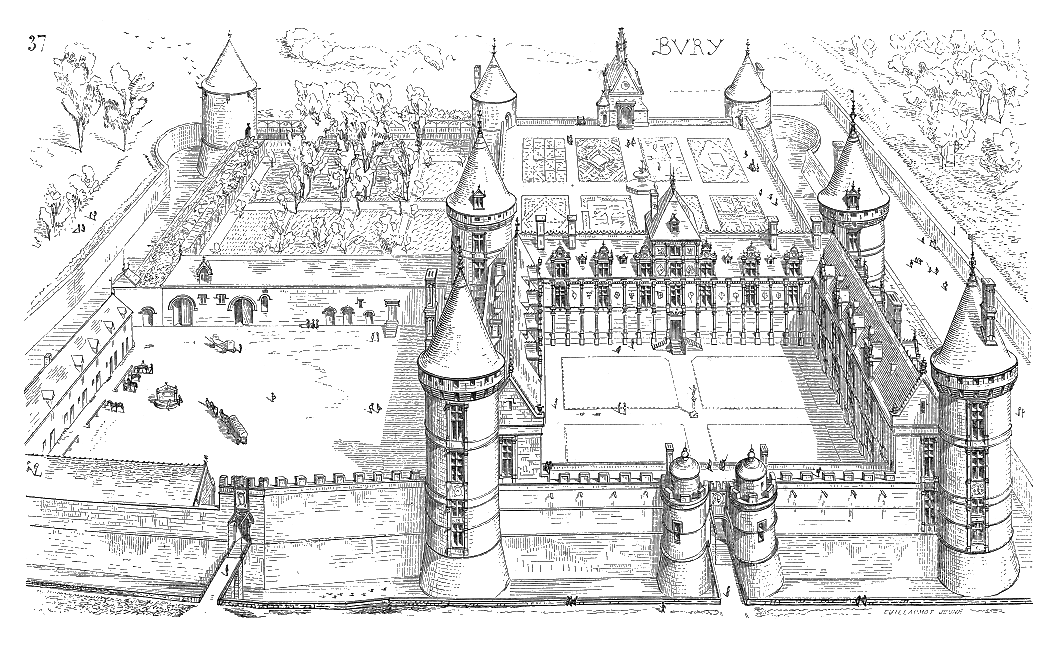
Château de Bury (Jacques Ier Androuet du Cerceau, « Les plus excellents bastiments de France »).

Formant une transition avec la Première Renaissance, les jardins du château de Bury furent construits entre 1511 et 1524 par Florimond Robertet, secrétaire d'État des rois Louis XII et François Ier.
Robertet avait visité la villa Médicis à Fiesole et voulut reproduire les jardins en terrasses qu'il y avait vus. Le château de Bury se démarquant du dessin traditionnel des forteresses médiévale, était étroitement intégré avec ses jardins. Les visiteurs traversaient un premier parterre quadrangulaire à l'intérieur du château avant d'aboutir sur deux jardins géométriques s'étendant derrière l'édifice. Décorés de fontaines et surmontés d'une galerie en bois, leur axe principal reliait l'entrée du palais à la chapelle située à l'extrémité opposée du domaine.
À l'instar des jardins de la Renaissance italienne, les jardins du château de Bury se développaient en partie sur les bords d'une colline, offrant une vue remarquable sur la forêt de Blois. Mais l'élément nouveau se trouvait au milieu de la cour du château où Florimond Robertet plaça une copie en bronze du David de Michel-Ange, offert par la république de Florence.
L'ensemble sera détruit en 1642.

## Sous la Renaissance (1515/1530- début duXVIIesiècle)

### Le château de Blois

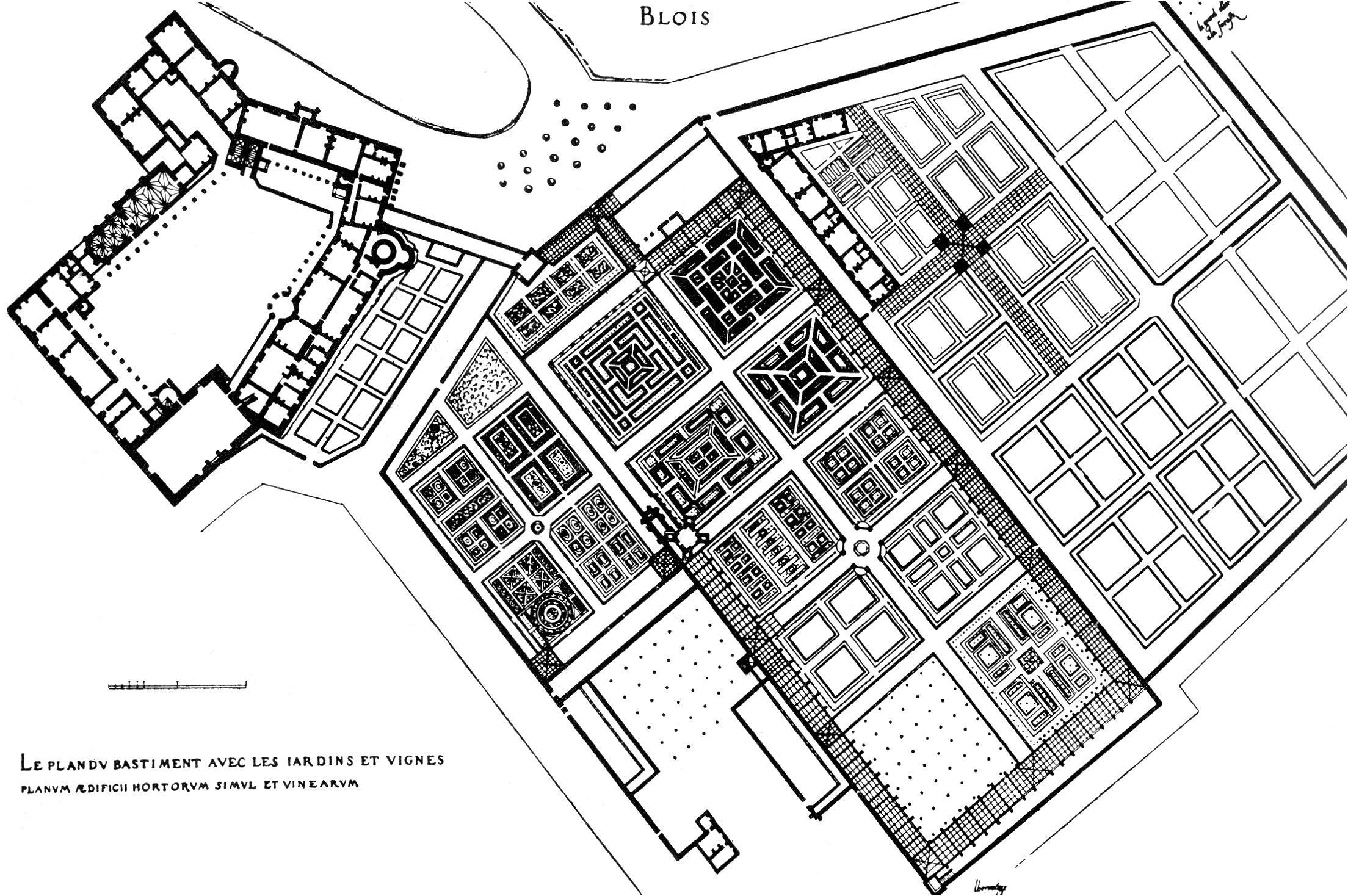
Jardins du château de Blois (Jacques Ier Androuet du Cerceau, « Les plus excellents bastiments de France »).

En 1499, Louis XII confia la réalisation des jardins du château de Blois à la même équipe qui fut engagée par la suite par Georges d'Amboise pour réaliser des parterres sur différents niveaux à son château de Gaillon : le jardin y était planté de parterres de fleurs et d'arbres fruitiers.
Lorsque Louis XII décède en 1515, François Ier fit réaliser des jardins dans le nouveau style sur trois terrasses à des niveaux différents entourées par les vieux murs de son château de Blois.
Après lui, son fils Henri II lance des travaux d’embellissement du jardin. Le jardin du Roi se trouve orné de berceaux de verdure qui font échos à ceux du jardin de la Reine. Vers 1554, on y trouve aussi des allées en croix avec quatre cabinets à l’intersection des quatre allées. Un étang artificiel est également construit au lieu-dit des Bornaz vers 1556.

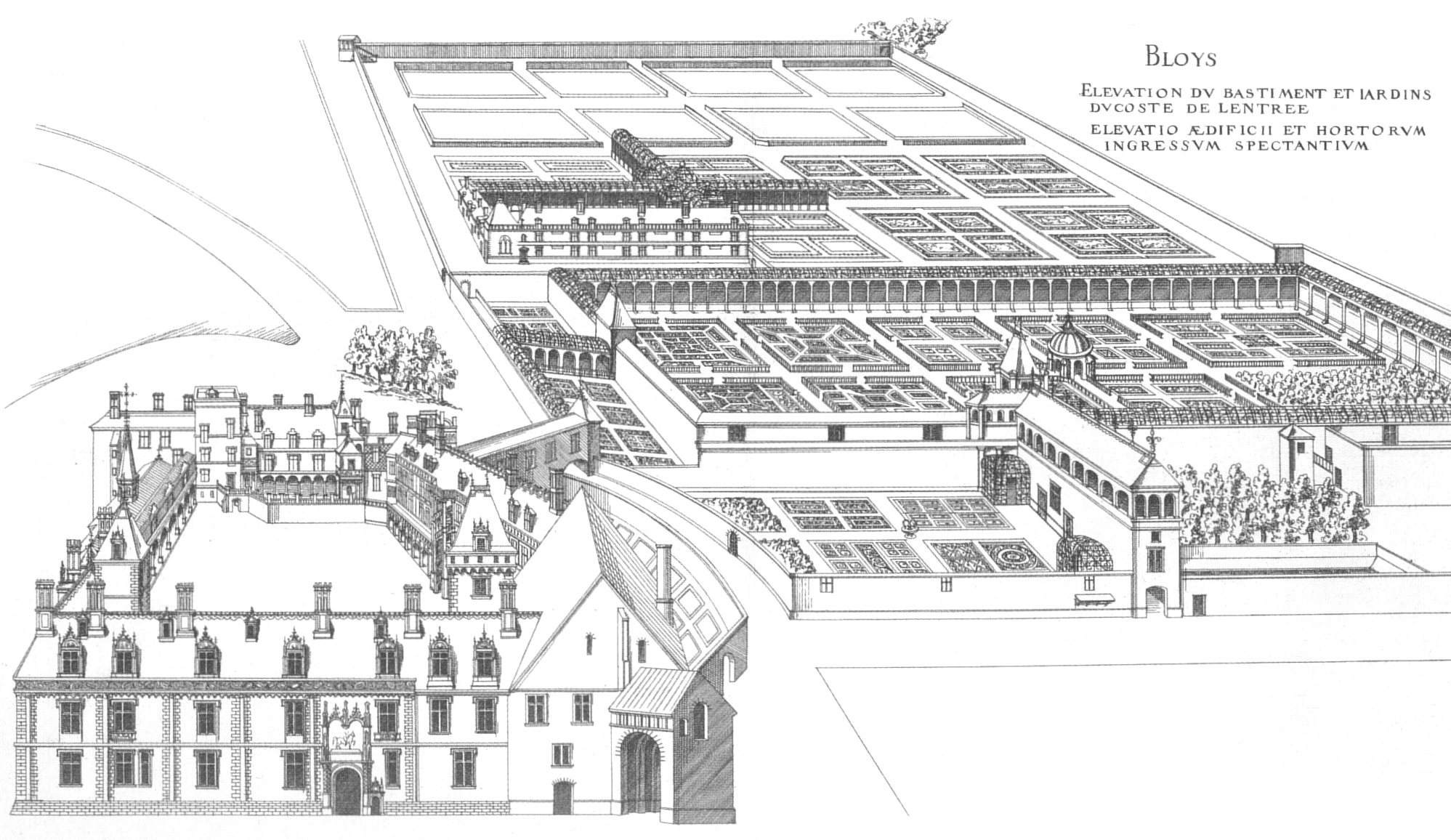
Jardins du château de Blois (Jacques Ier Androuet du Cerceau, « Les plus excellents bastiments de France »).

À sa suite, François II entreprend de faciliter la liaison entre les jardins de Blois et la forêt toute proche : il crée des allées, les marquent de petits pavillons de charpente, les soulignent par la plantation d'ormes et la création de fossés.
Les jardins de Blois marquent dans l'histoire du jardin français un pas important. En effet, avec Blois, les jardins s'agrandissent et la terrasse haute fait son apparition. La composition française reste cependant très morcelée, en comparaison de sa cousine italienne dans laquelle l'unité règne déjà. Pour autant, l'effort fait à Blois dans l'introduction des éléments décoratifs transalpins est clairement visible, par l'importation de larges parterres, de fontaines ornées et italianisées et surtout par la tentative de créer un jeu d'eau jaillissante dans les jardins.
Blois ne marque cependant pas un tournant dans l'art des jardins de la Première Renaissance : il constitue un jalon, un laboratoire de recherche comme il y en eut de nombreux autres en Val de Loire, à Bury, Azay-le-Rideau ou Chenonceau.
Outre les parterres de fleurs, les jardins produisaient une grande variété de légumes et de fruits, y compris des orangers et citronniers dans des bacs, qui étaient rentrés en hiver. Le bâtiment qui les abritait, qui existe toujours, fut la première orangerie de France.
Les jardins du château de Blois disparaissent progressivement au cours du XVIIe siècle faute d'entretien et laissent place au XIXe siècle à l'avenue de l'Embarcadère, aujourd'hui avenue du docteur Jean-Laigret, afin de faciliter les travaux de la gare ferroviaire (1847). Les derniers vestiges du jardin sont détruits en 1890 lors de la création de la place Victor-Hugo.

### Le château de Chenonceau

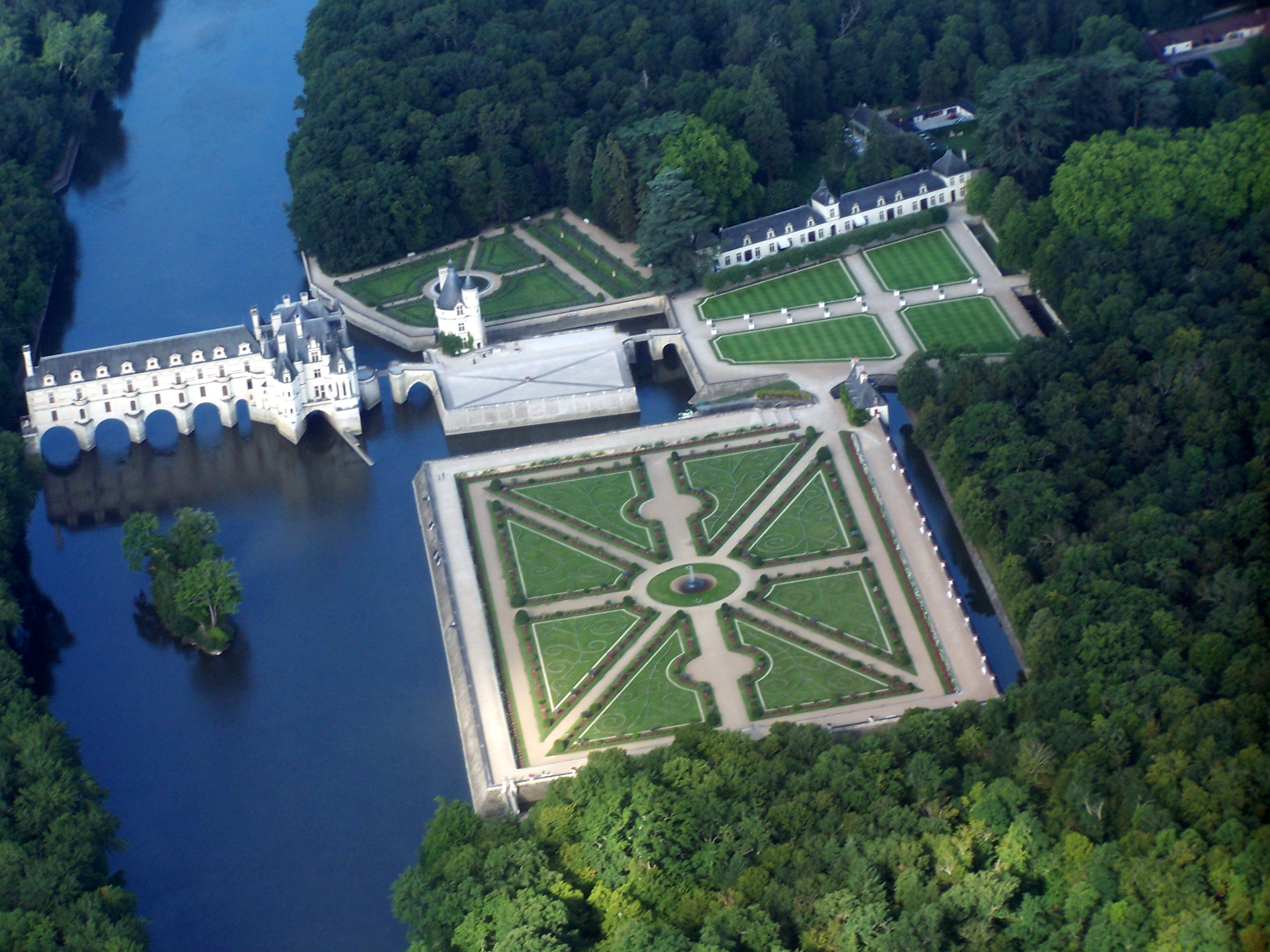
Le domaine de Chenonceau.

Le château de Chenonceau avait deux jardins distincts, le premier créé en 1551 pour Diane de Poitiers, favorite du roi  Henri II, avec un grand parterre et un jet d'eau, et le second, plus petit, créé pour Catherine de Médicis en 1560 sur une terrasse construite au-dessus du Cher, divisé en compartiments, avec un bassin au centre.
En guise d'introduction, une Grande allée d'honneur mène au château sur près d'un km. De chaque côté de cette allée : la ferme du XVIe siècle à droite, le Labyrinthe et les Cariatides à gauche.
On compte deux jardins principaux : celui de Diane de Poitiers et celui de Catherine de Médicis, situés de part et d'autre de la Tour des Marques, vestige des fortifications précédant l'édification du château actuel.
En 1565 les jardins de la rive gauche du Cher sont « nouvellement construits », comme le décrit Sonia Lesot dans son ouvrage :

« La fontaine du rocher de Chenonceau construite par Bernard (Palissy) pour Catherine (de Médicis); elle était déjà existante du temps de Diane de Poitiers, et avait servi à alimenter les bassins de son parterre […] (dans) le parc de Francueil, sur la rive gauche du Cher […] fut aménagé un jardin bas en bordure du fleuve, composé de deux vastes carrés séparés d'une allée tracée dans le prolongement de la galerie, accentuant l'axe Nord-Sud déjà si fort. Le coteau était percé de grottes. »

 Le jardin de Diane de Poitiers, dont l'entrée est commandée par la maison du Régisseur : la chancellerie, construite au XVIe siècle ; au pied de laquelle se trouve un embarcadère, agrémenté d'une vigne, accès indispensable à toute promenade sur le Cher.

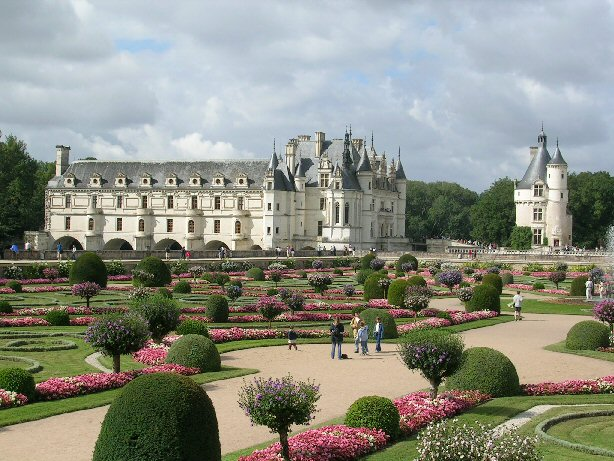
Jardin de Diane de Poitiers (1551).

En son centre se trouve un jet d'eau, décrit par Jacques Androuet du Cerceau dans son livre Les plus excellents bastiments de France (1576). D'une conception surprenante pour l'époque, le jet d'eau jaillit d'un gros caillou taillé en conséquence et retombe « en gerbe » vers un réceptacle pentagonal de pierre blanche. Ce jardin est protégé des crues du Cher par des terrasses surélevées depuis lesquelles on a de beaupoints de vue sur les parterres de fleurs et le château.
Le jardin de Catherine de Médicis est plus intime, avec un bassin central, et fait face au côté Ouest du château.
La décoration florale des jardins, renouvelée au printemps et en été, nécessite la mise en place de 130 000 plants de fleurs cultivés sur le domaine.

### Le château de Fontainebleau

Jardins du Château de Fontainebleau modifiés par André Le Nôtre.

Les jardins du château de Fontainebleau, situés dans une forêt qui a été la réserve de chasse des rois capétiens, ont été créés par François Ier à partir de 1528. Les jardins comprennent des fontaines, des parterres, une forêt de pins apportés de Provence et la première grotte artificielle de France en 1541. Catherine de Médicis commanda des copies en bronze des statues qui ornaient le Belvédère à Rome. Une statue d'Hercule au repos de Michel-Ange orne le jardin du lac. En 1594, Henri IV ajouta une petite île dans le lac, reliée à la cour des fontaines par un pont.
Le parc de Fontainebleau s'étend sur 115 hectares. Celui qui s'élevait sous François Ier nous est connu grâce aux dessins de Jacques Ier Androuet du Cerceau, et à ses planches gravées dans son ouvrage « Les plus excellents bastiments de France ».

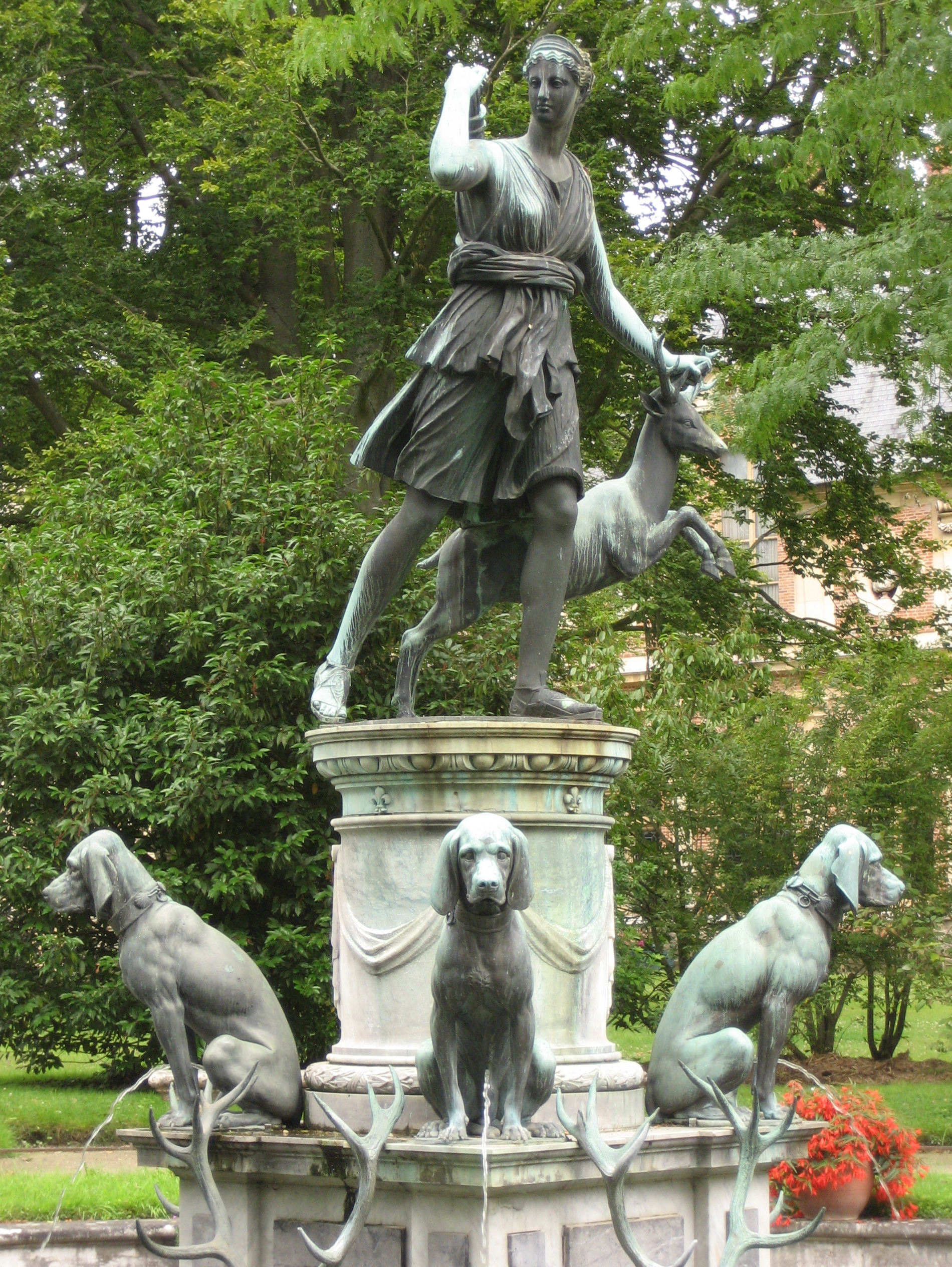
La Fontaine de Diane.

Le Jardin de Diane, au Nord du château, fut élevé par Catherine de Médicis sur un espace déjà aménagé par François Ier et portait à l'époque le nom de Jardin de la Reine. Tracé en parterres réguliers, le jardin fut réaménagé sous Henri IV et cloisonné au nord par une orangerie mais il est à nouveau remanié sous Louis XIV avant d'être transformé en jardin anglais au XIXe siècle, sous Napoléon Ier puis Louis-Philippe, où l'orangerie est détruite. Ce jardin doit son nom à la Fontaine de Diane élaborée par Francini en 1603 et surmontée de la Diane à la biche réalisée par le bronzier Barthélemy Prieur.
La Grotte du jardin des Pins située au rez-de-chaussée du pavillon sud-ouest de la Cour du Cheval Blanc et caractéristique du goût pour les nymphées au XVIe siècle, présente des arcades à bossages rustiques soutenues par des atlantes se présentant sous la forme de satyres monstrueux ouvrant sur un intérieur orné de fresques (animaux en reliefs, cailloux, coquillages, etc.). Son architecture due à Serlio ou à Primatice (les avis sont divergents) dénote une influence certaine des réalisations contemporaines de Jules Romain, fut très vraisemblablement réalisée en 1545, tandis que le décor intérieur ne fut terminé que sous Henri II. Grâce à deux dessins préparatoires conservés au musée du Louvre, on sait que Le Primatice est le concepteur des compartiments peints à fresques. La Grotte des Pins a fait l'objet d'importantes restaurations, en 1984-1986 puis en 2007, qui ont permis de rétablir la composition initiale du décor de la voûte et de replacer le sol à son niveau ancien.
Située au milieu du jardin, au creux d'un bosquet, la Fontaine Bliaud ou Blaut, appelée Belle-Eau dès le XVIe siècle et qui donna son nom au château, s'écoule dans un petit bassin carré à pans coupés.

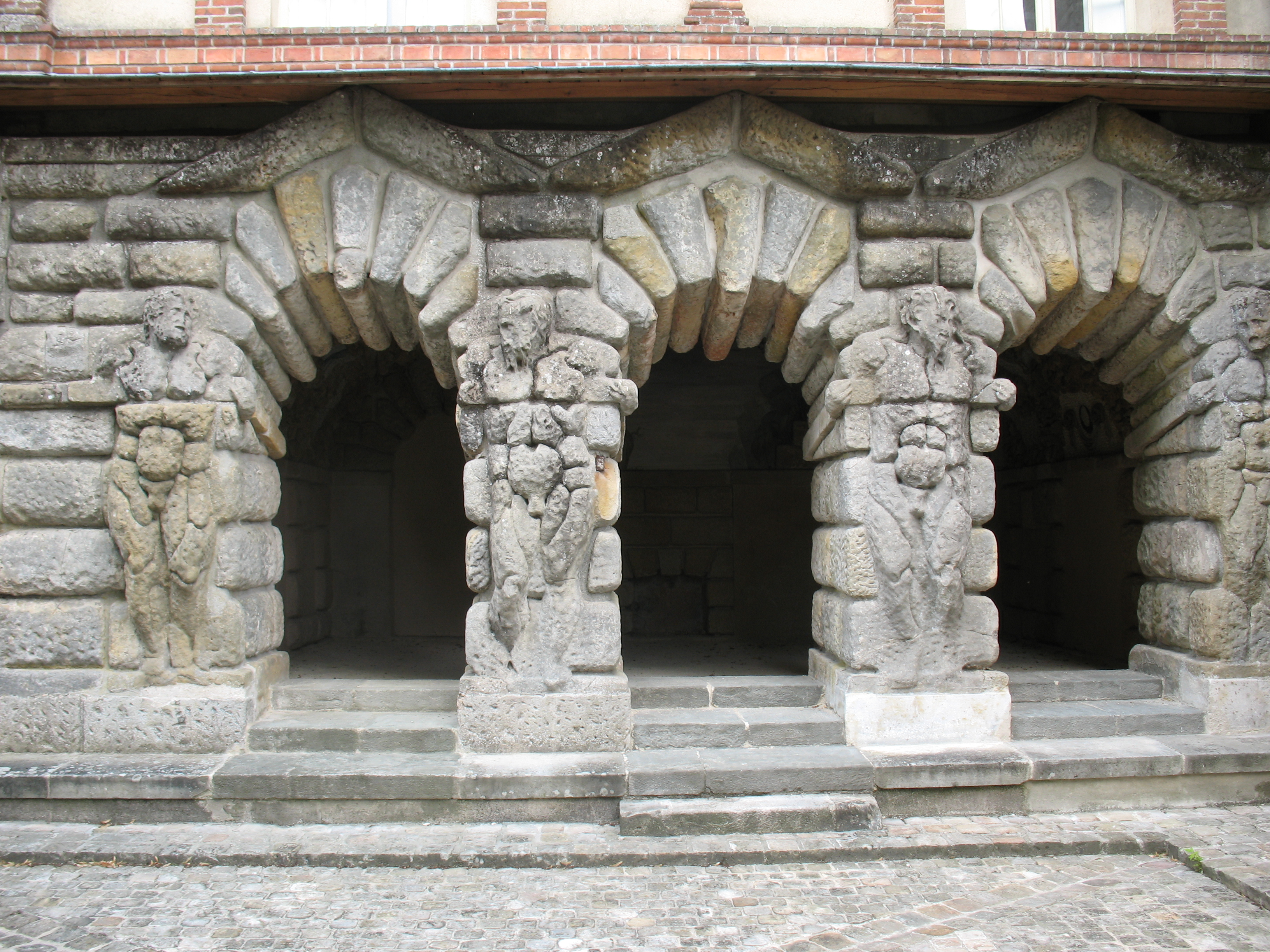
La Grotte de Pins.

Le « Parterre », ou « Grand jardin », ou encore « Jardin du roi » a été créé sous François Ier, et retracé sous Henri IV puis redessiné par André Le Nôtre. Les Bassins du Tibre et de Romulus puisent leur nom dans un groupe sculptural qui les orna successivement au XVIe et XVIIe siècles. Fondu pendant la Révolution, le Tibre, moulé à nouveau d'après l'original conservé au musée du Louvre a aujourd'hui retrouvé sa place. Le Bassin central fut orné en 1817 d'une vasque succédant à une fontaine en forme de rocher dite le « pot bouillant » qui existait à cet emplacement au XVIIe siècle. Clos de murs entre 1528 et 1533, Serlio avait imaginé pour ce jardin un pavillon d'agrément. Aménagé entre 1660 et 1664, il comportait des rinceaux formant les chiffres du roi Louis XIV et de la reine-mère Anne d'Autriche, qui disparurent au XVIIIe siècle. Les terrasses furent plantées de tilleuls sous Napoléon Ier.
Le bassin des cascades a été édifié en 1661-1662 à l'extrémité du parterre mais, depuis le XVIIIe siècle, ne présente plus qu'un bassin aux niches ornées de marbre. Le bassin est orné en son centre depuis 1866 d'un Aigle défendant sa proie en bronze, par Cain (fonte par Vittoz).
Le parc de près de 80 hectares a été créé sous Henri IV, qui y fait creuser le Grand canal de 1,2 km de long entre 1606 et 1609, et y fait planter plusieurs essences d'arbres, notamment des sapins, des ormes et des arbres fruitiers. Précédemment François Ier avait vers 1530 établi la « Treille du Roi », longue elle aussi de 1,2 km, où était cultivé sur la face sud du mur le chasselas doré de Fontainebleau. Le Canal, précédant de près de 60 ans celui des Jardins de Versailles, devient vite un lieu d'attraction. On pouvait s'y promener en bateau et Louis XIII y fit naviguer une galère. Il est alimenté par plusieurs aqueducs établis au XVIe siècle.

### Le château de Saint-Germain-en-Laye

Les châteaux royaux de Saint-Germain-en-Laye par Alessandro Francini (1614, BnF).

Les jardins du château de Saint-Germain-en-Laye marquent le début de la transition vers un nouveau style, qui sera appelé par la suite « Jardin à la française ». Ces jardins ont été tracés en 1595 par le jardinier royal, Claude Mollet, pour le roi Henri IV.
Les dessins faits par Alessandro Francini en 1614 montrent qu'à cette date les escaliers en hémicycles partant de la première terrasse réalisée devant le château en 1563 et entourant la Fontaine de Mercure sont réalisés, probablement dès 1594, ainsi que les escaliers menant à la troisième terrasse.
En 1599, Henri IV a décidé de changer le plan du jardin et décide de construire sur la troisième terrasse une galerie dorique contre le mur de soutènement s'ouvrant sur le jardin et contenant des grottes aménagées sous la deuxième terrasse. Thomas Platter indique dans son récit de voyage qu'en novembre 1599, Tommaso Francini avait terminé la Fontaine du Dragon, au centre de la galerie, et le Grotte de Neptune ou du Triomphe marin, sous la rampe sud, il était en train de construire la Grotte des Orgues (ou de la Demoiselle) sous la rampe nord. Des grottes sont aménagées sous la troisième terrasse : la Grotte de Persée, la Grotte d'Orphée et la Grotte des Flambeaux. L'histoire de la réalisation de cette partie du jardin est mieux comprise à partir des archives retrouvées à Florence.

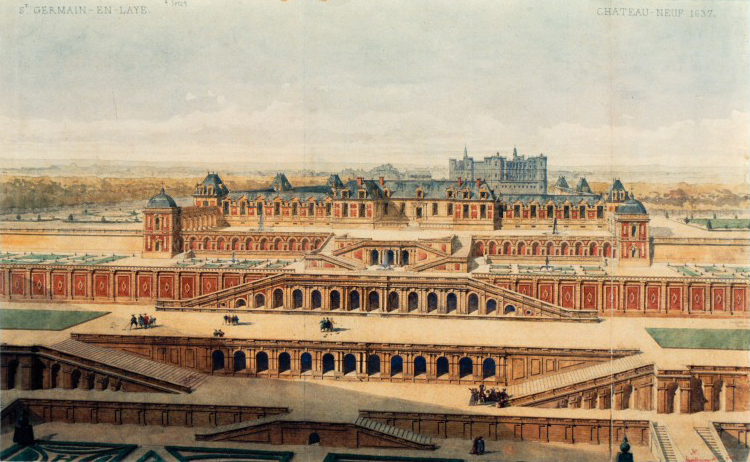
Le Château Neuf en 1637, par Auguste Alexandre Guillaumot (1815-1892, Gallica).

Les travaux se poursuivant avec l'aménagement des grottes avec leurs automates mus par des jets d'eau, dus aux frères Thomas et Alexandre Francini. Les parterres du jardin à la française, qui s'étalent jusqu'à la Seine sur cinq terrasses, ont été conçus par le paysagiste Étienne Dupérac et le jardinier Claude Mollet. Celui-ci écrit dans son livre Théâtre des plans et jardinages qui a reçu l'ordre du roi de planter le jardin du château neuf en 1595.
Charles Normand indique avoir trouvé dans les archives nationales un contrat d'échange avec le seigneur de Bréhant daté du 1er septembre 1605 permettant au roi d'acquérir les terres et seigneuries du "Pec" et "Vézinay". Par lettres patentes du 17 février 1623, le roi accorde à Tommaso Francini, sieur des Grands-Maisons (commune de Villepreux), « la charge d'intendant des eaux et fontaines des maisons, chasteaux et jardins de Paris, Saint-Germain-en-Laye, Fontainebleau et autres généralement quelconques, pour en jouir aux honneurs et pouvoirs y mentionnez, et aux gages de douze cens livres par an, pour y faire avec dix-huit cens livres dont il jouissait la somme de trois mil livres ». En 1625, Tommaso Francini est cité dans un acte comme ingénieur en artifice d'eaux reçoit « pour l'entretenement des grottes dud. chasteau de Sainct-Germain, la somme de douze cens livres ». En 1636, il reçoit 900 livres pour les grottes du château de Saint-Germain.
André Du Chesne décrit le jardin avec ses grottes en 1630 dans Les Antiquitez et recherches des villes, chasteaux et places plus remarquables de toute la France.
À partir de 1649, les jardins ne sont plus entretenus à cause des guerres de la Fronde.
Vers 1660, la terrasse supérieure s'effondre en détériorant l'escalier en hémicycle et les grottes de la galerie dorique. Un nouvel escalier à rampes droites est construit en 1662 et les grottes sont restaurées mais pas les mécanismes hydrauliques.
Lorsque la Révolution arrive, le château Neuf de Saint-Germain-en-Laye est saisi comme bien national. Il est alors vendu à l'ancien régisseur du comte d'Artois qui le démolit afin de lotir le terrain et de vendre les matériaux. Il n'en reste aujourd'hui que le Pavillon Henri IV, le Pavillon du jardiner, une terrasse et ses deux rampes au bout de la Rue Thiers qui surplombe l'Avenue du Maréchal de Lattre de Tassigny et quelques vestiges dans les caves du quartier (au 3 rue des Arcades, par exemple).

### Le château de Villandry

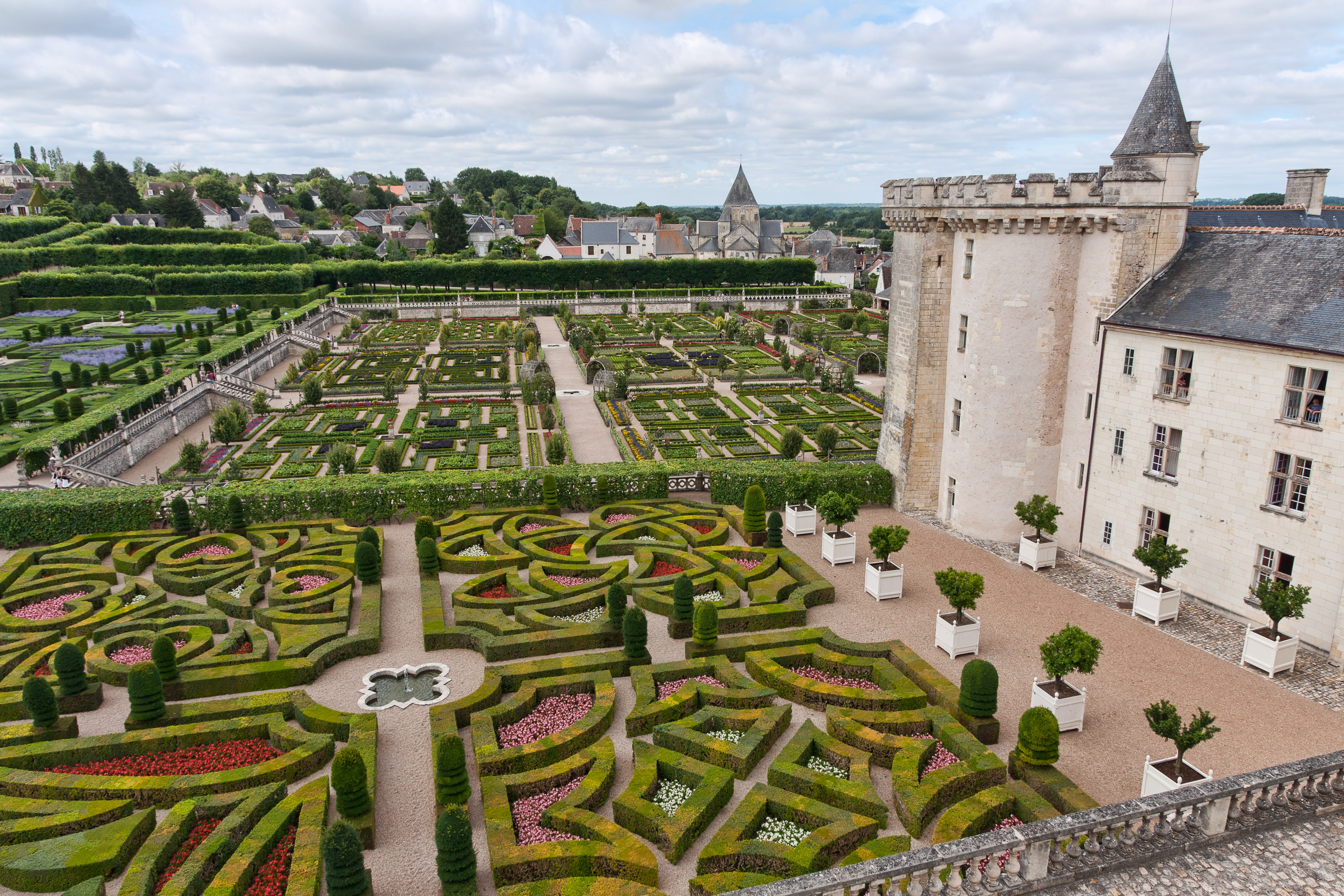
Parterres reconstitués du château de Villandry.

Les jardins du château de Villandry, dans le département de l'Indre-et-Loire, sont la reconstitution à partir de textes anciens d'un jardin de la Renaissance typique du XVIe siècle.
Ces jardins sont divisés en quatre terrasses : une terrasse supérieure comportant le jardin du soleil (création 2008), une avec le jardin d'eau entouré d'un cloître de tilleuls, puis une terrasse accueillant le jardin d'ornement ou jardin de broderies de buis taillés et d'ifs en topiaire et enfin une terrasse inférieure avec le potager décoratif, lui aussi formant un dessin de broderie.
Le jardin d'ornement situé au-dessus du potager prolonge les salons du château. Monter jusqu'au belvédère permet d'avoir une vue magnifique sur l'ensemble. Il est constitué des jardins d'amour divisés en quatre ensembles :
- l'amour tendre symbolisé par des cœurs séparés de petites flammes ;
- l'amour passion avec des cœurs brisés par la passion, gravés dans un mouvement rappelant la danse ;
- l'amour volage avec 4 éventails dans les angles pour représenter la légèreté des sentiments et les femmes qui se cachent derrière des éventails pour observer d'autres hommes ;
- L'amour tragique avec des poignards et des glaives pour représenter la rivalité amoureuse.

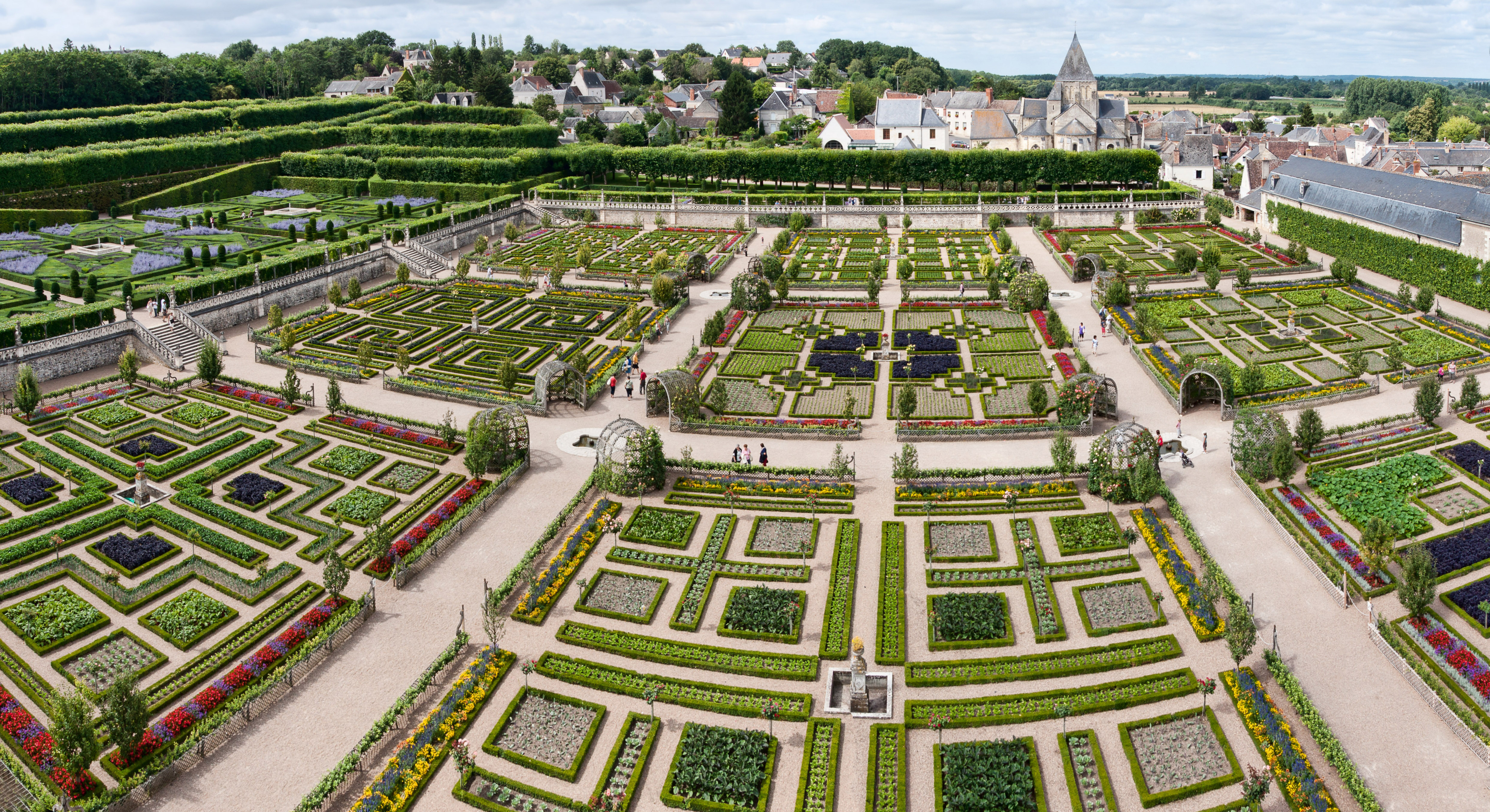
Les parterres de la Renaissance reconstitués.

Le jardin d'eau à l'extrémité sud de l'ensemble est de création classique autour d'une large pièce d'eau représentant un miroir Louis XV et entouré d'un cloître végétal de tilleuls.
L'ensemble comprend aussi un labyrinthe planté de charmilles, dont le but est de s'élever spirituellement jusqu'à la plateforme centrale, un jardin des simples, c'est-à-dire des plantes aromatiques et médicinales, traditionnel au Moyen Âge, la Forêt avec des terrasses fleuries autour d'une serre et d'un beau pavillon du XVIIIe siècle, le Pavillon de l'Audience, enfin le jardin du soleil, le dernier-né, avec 3 espaces de verdure, la chambre des nuages aux tons bleus et blancs, la chambre du soleil où dominent les jaune-orangé et la chambre des enfants avec ses pommiers.
Les fontaines et tonnelles du jardin ont été restaurées à partir de 1994. Les jardins forment un ensemble limité au nord par la route de Tours, au sud par le chemin rural de la Bergerie, à l'ouest par le mur de clôture longeant le labyrinthe végétal.
Ils ont obtenu le label de Jardin remarquable

## Chronologie du jardin de la Renaissance française
- Château-Gaillard (Amboise) (1496)
- Château d'Amboise (1498)

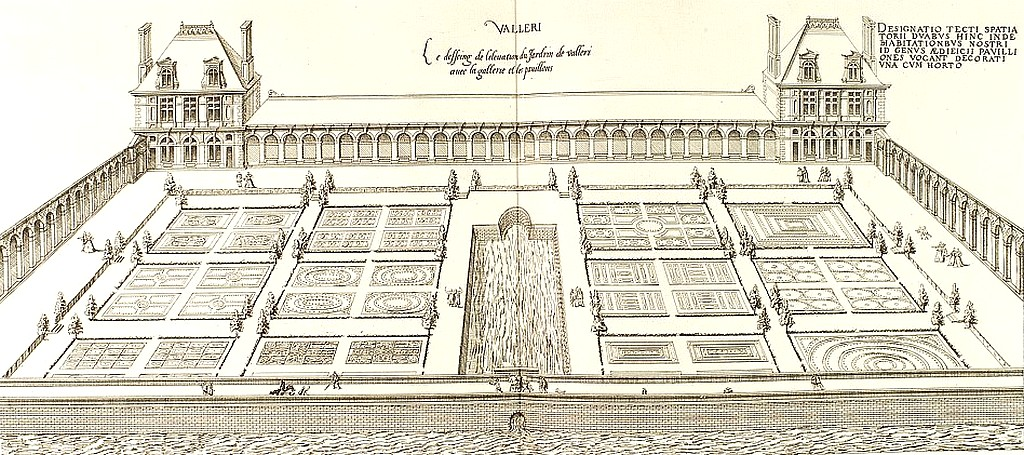
Jardins du château de Vallery (1550-fin XVIe siècle).

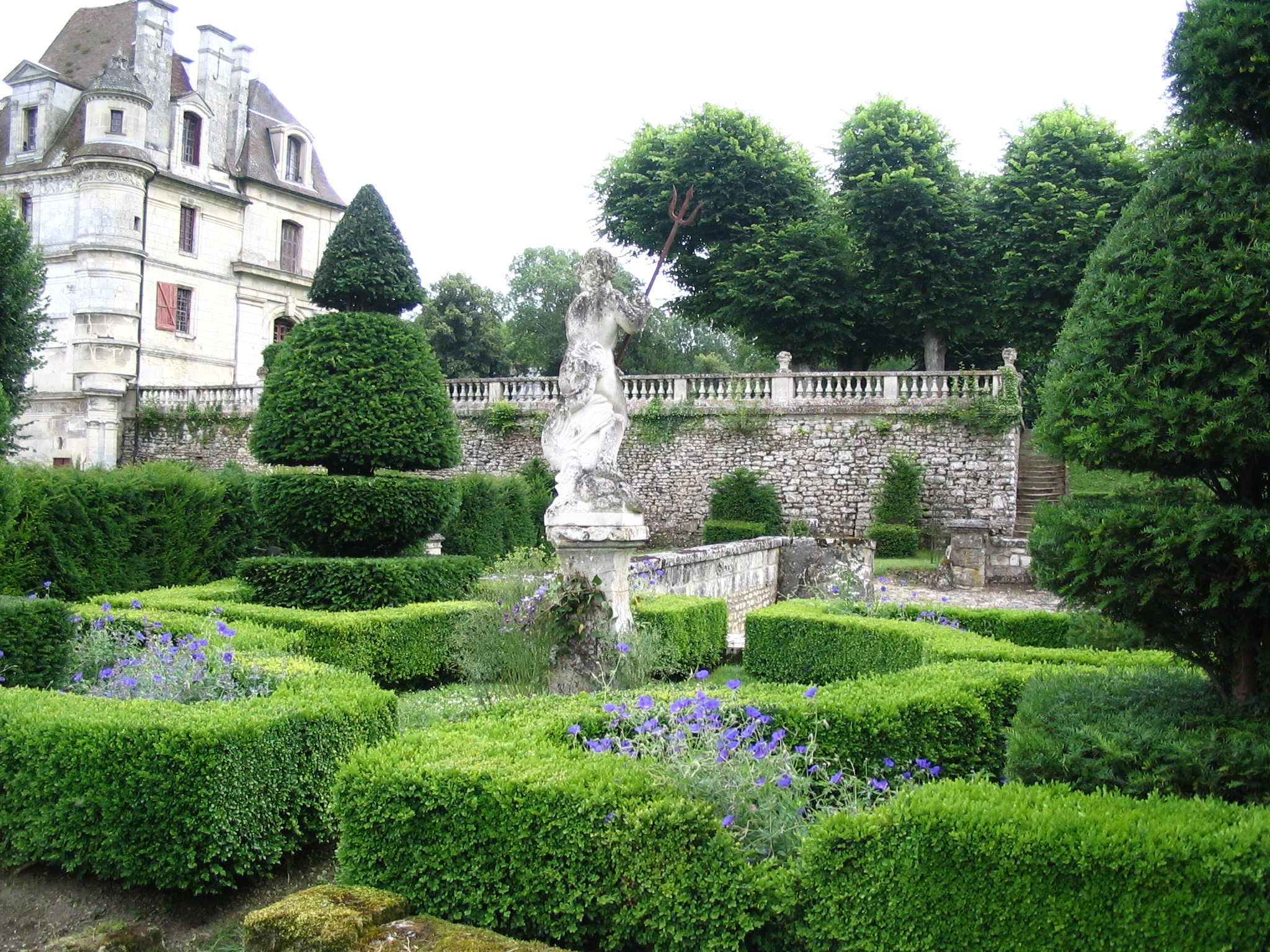
Jardins d'Ambleville (Reconstitution moderne commencée vers 1928).

- Château de Blois (1499) - (jardins détruits au XIXe siècle.)
- Château de Gaillon (1502 à 1550)
- Château de Bury (1511–1520)
- Château de Chenonceau, (1515–1589) jardins de Diane de Poitiers (1551) et de Catherine de Médicis (1560)
- Château de Chantilly (1524)
- Château de Fontainebleau (1528-1447)
- Château du Grand Jardin, Joinville, Haute-Marne (1533-1546)
- Château de Saint-Maur (1536)
- Château d'Anet (1536)

- Château de Saint-Germain-en-Laye (1539–1547) - château vieux et jardins

- Château de Villandry (1536)Les jardins du château de Villandry font partie des "jardins remarquables".

- Château d'Anet (1546–1559)
- Château de Montceaux (1549–1560)
- Château de Vallery (1550)
- Château de la Bastie d'Urfé (1551)

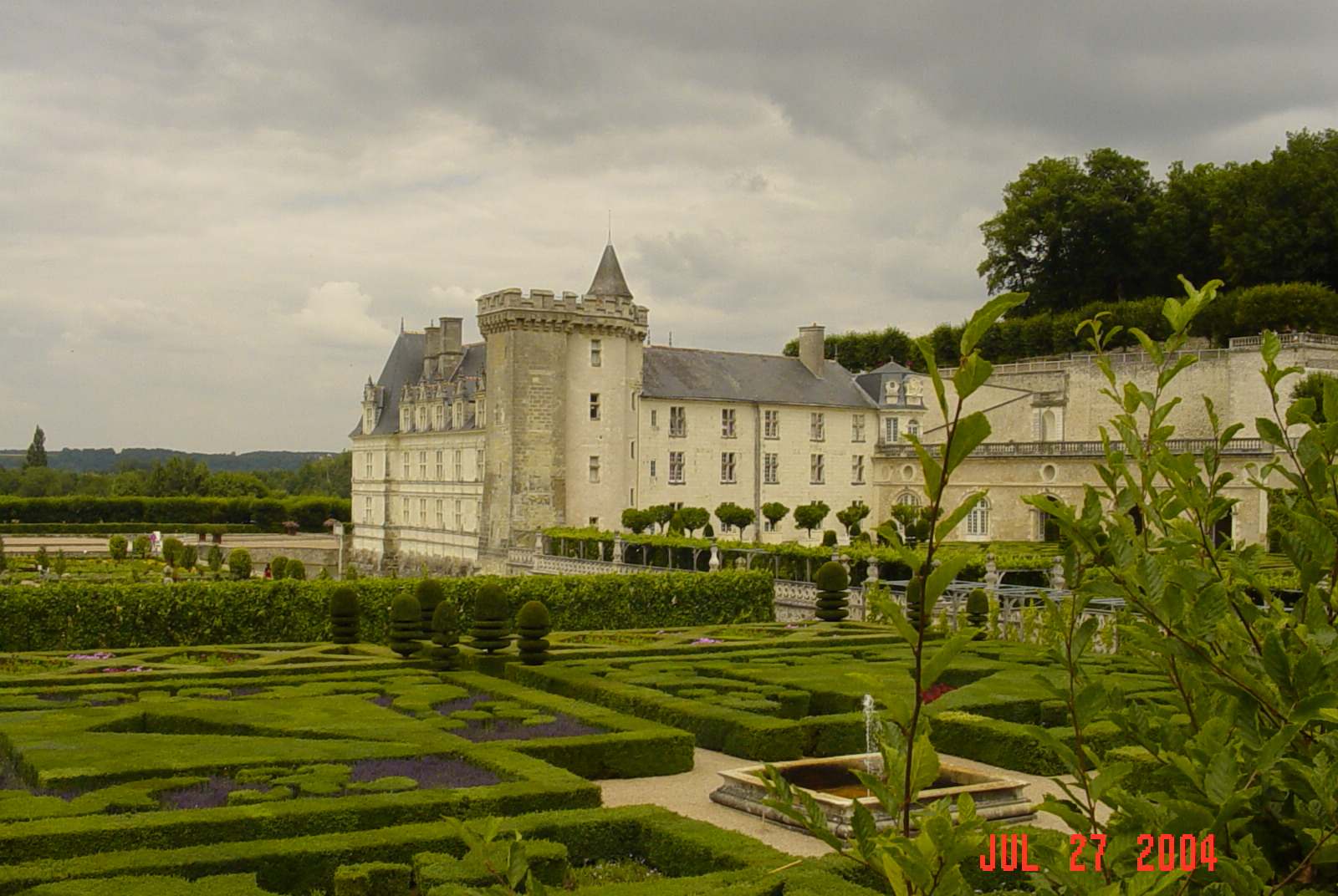
Les jardins du château de Villandry font partie des "jardins remarquables".

- Château de Dampierre-sur-Boutonne (1552–1600)
- Château de Saint-Germain-en-Laye (1539–1547) - château neuf et terrasses
- Château de Charleval (1560)
- Jardins et Palais des Tuileries (1564–1593)
- Château de Verneuil (1565)
- Château d'Anet (1582) nouveaux jardins.
- Château de Fontainebleau (1594–1609) nouveaux jardins de Claude Mollet
- Jardin des Tuileries à Paris (1599) par Claude Mollet, Delorme, Duperac
- Jardin du Luxembourg à Paris (1612–1630)
- Jardin du château d'Ambleville (Reconstitution moderne commencée vers 1928)